# Nikolaus-Kettenbrücke
Die Nikolaus-Kettenbrücke (ukrainisch Миколаївський ланцюговий міст, russisch Николаевский цепной мост) war eine Straßenbrücke in Kiew über den Dnepr.
Sie verband als erste feste Brücke die damals zum Russischen Kaiserreich gehörende Stadt auf den Hügeln des rechten Flussufers mit dem noch kaum besiedelten flachen Land am linken Ufer und darüber hinaus mit den östlichen Landesteilen und der Straße nach Moskau.
Die Kettenbrücke wurde mit Genehmigung von Zar Nikolaus I. von dem britischen Ingenieur Charles Blacker Vignoles geplant und unter seiner Leitung zwischen 1848 und 1853 gebaut. Ihre feierliche Eröffnung fand zusammen mit der Enthüllung des Denkmals für Wladimir den Heiligen statt.

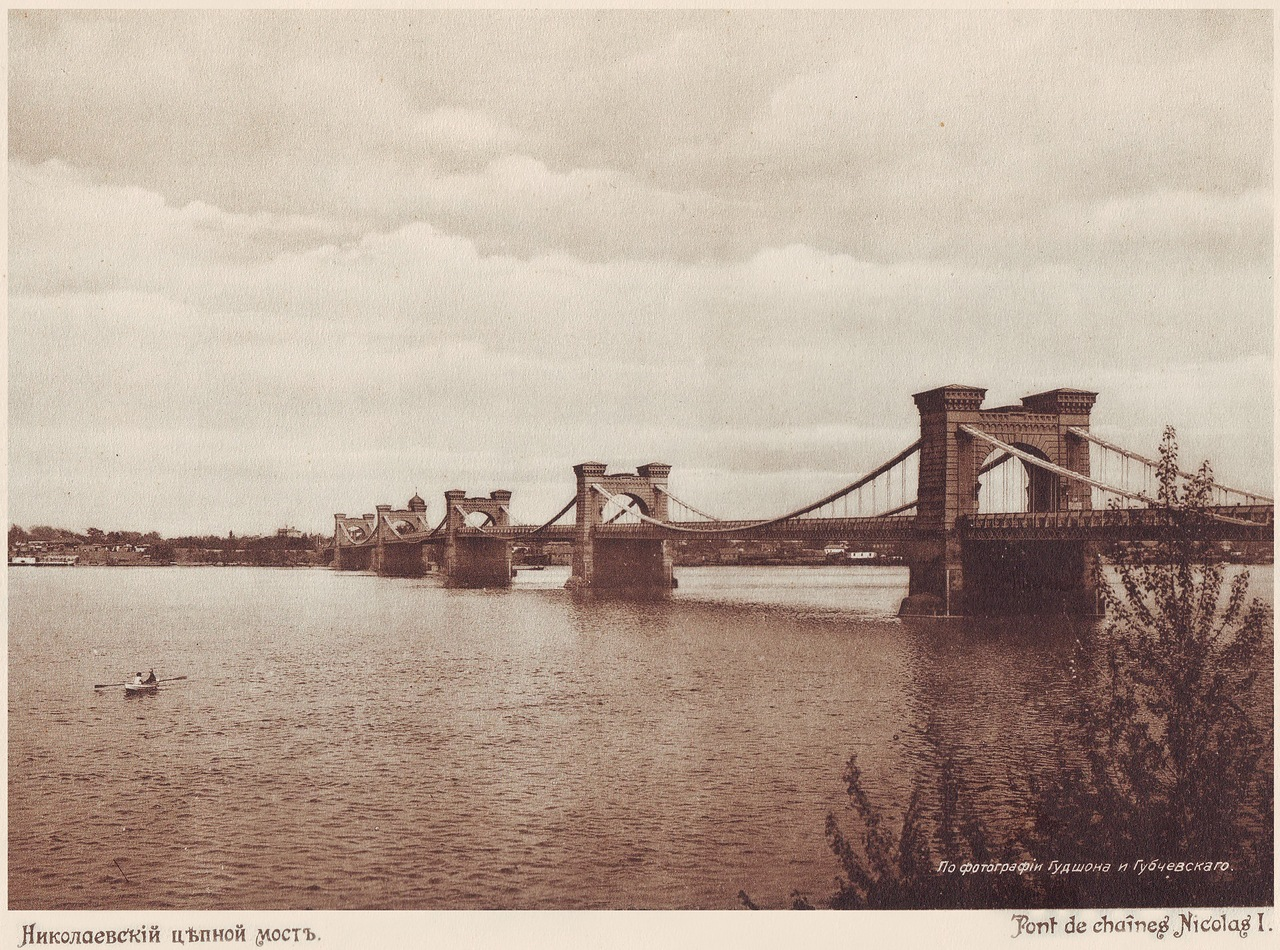
Die Kettenbrücke 1911

Die insgesamt 780,9 m (2562 ft) lange Brücke hatte fünf gemauerte Pylone in Form großer Portale, zwischen denen die vier Hauptfelder mit Spannweiten von je 134,1 m (440 ft) an Ketten hingen. Die beiden Seitenfelder waren je 68,6 m (225 ft) lang. Das 16 m breite Brückendeck bestand aus eisernen Trägern, auf denen Holzbohlen befestigt waren. Vor dem linken Ufer war eine 15,2 m (50 ft) lange Drehbrücke, damit die Schiffe auch bei Hochwasser passieren konnten, wenn unter der Brücke nicht mehr genügend Raum war. Die geschmiedeten Ketten und sonstige Eisenteile wurden in Birmingham von Fox, Henderson & Co. hergestellt, nach Odessa verschifft und von dort mit Ochsenkarren über die rund 500 km nach Kiew transportiert.
Ein Modell der Brücke wurde 1851 auf der Weltausstellung in London ausgestellt.
1898 wurde die Brücke verstärkt, um 3,4 m angehoben und die Drehbrücke durch eine feste Brücke ersetzt.
1920 wurde im Polnisch-Sowjetischen Krieg ein Brückenfeld von den abziehenden polnischen Truppen gesprengt, worauf die gesamte Brücke auf ihrer ganzen Länge zusammenbrach.
Die Nikolaus-Kettenbrücke war die längste Kettenbrücke der Geschichte.

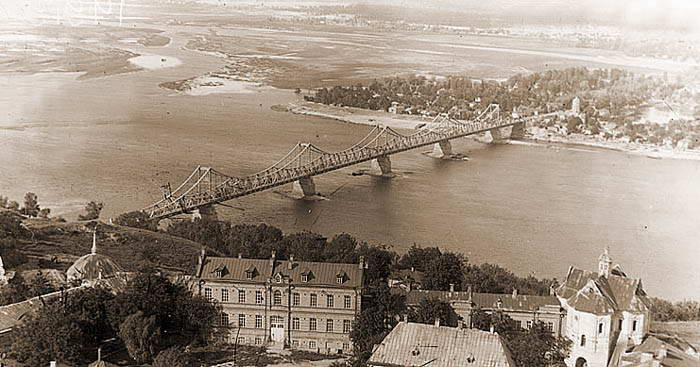
Die Jewgenija-Bosch-Brücke um 1930

1925 wurde auf den noch vorhandenen Pfeilern von E. O. Paton eine nach Jewgenija Bosch benannte Zügelgurtbrücke gebaut. Sie wurde 1941 von russischen Truppen auf ihrem Rückzug vor der Wehrmacht gesprengt.
Seit dem 5. November 1965 führt die 700 m lange Metrobrücke an gleicher Stelle auf den auf zwei Dneprinseln gelegenen Hidropark.